# Colungo
Colungo è un comune spagnolo di 114 abitanti situato nella comunità autonoma dell'Aragona.

Fa parte della comarca del Somontano de Barbastro.